# Gangaghat
Gangaghat là một thành phố và là nơi đặt ban đô thị (municipal board) của quận Unnao thuộc bang Uttar Pradesh, Ấn Độ.

## Nhân khẩu
Theo điều tra dân số năm 2001 của Ấn Độ, Gangaghat có dân số 70.817 người. Phái nam chiếm 53% tổng số dân và phái nữ chiếm 47%. Gangaghat có tỷ lệ 66% biết đọc biết viết, cao hơn tỷ lệ trung bình toàn quốc là 59,5%: tỷ lệ cho phái nam là 71%, và tỷ lệ cho phái nữ là 60%. Tại Gangaghat, 14% dân số nhỏ hơn 6 tuổi.